# Wolfgang von Hausen

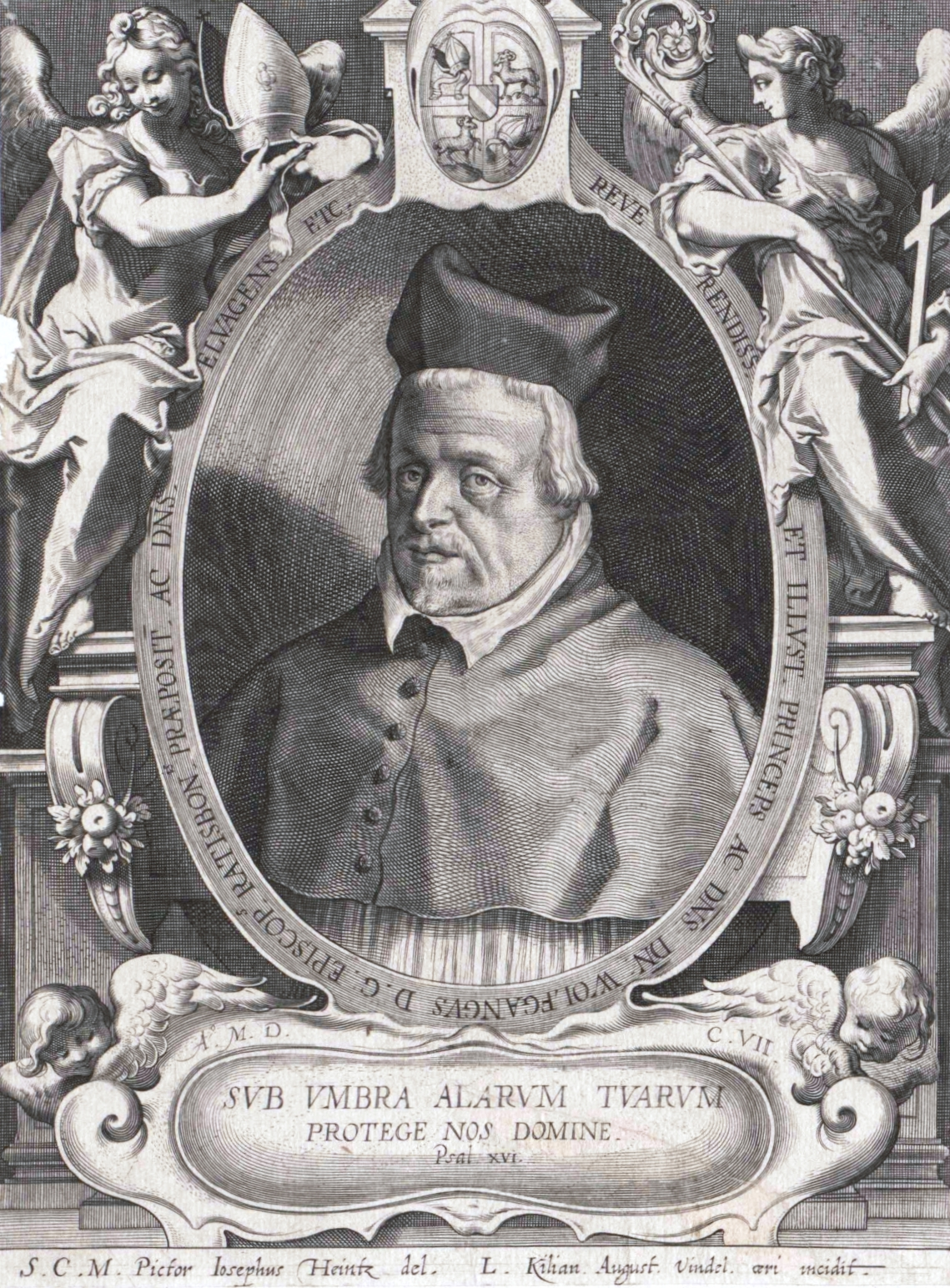
Wolfgang von Hausen, Stich von Lucas Kilian

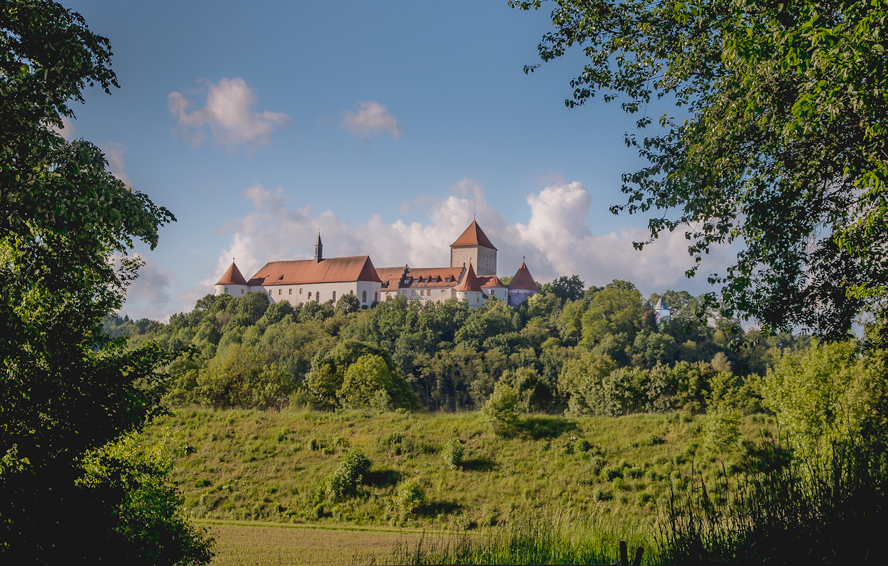
1605 ließ Wolfgang von Hausen das Vorschloss von Schloss Wörth an der Donau errichten

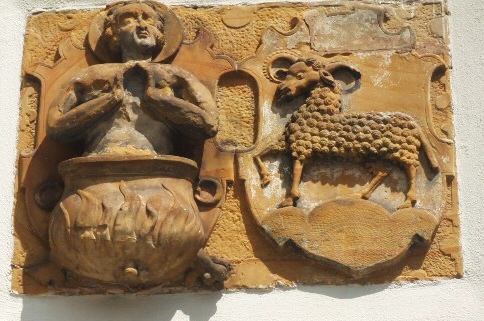
Relief an der Statthalterei in Ellwangen, erbaut 1591 unter Fürstpropst Wolfgang von Hausen. Links der hl. Vitus, rechts das Wappen der Herren von Hausen

Wolfgang von Hausen (* 1553; † 13. September 1613) war von 1584 bis 1603 Fürstpropst von Ellwangen und von 1600/1602 bis zu seinem Tod 1613 Bischof von Regensburg.

## Leben

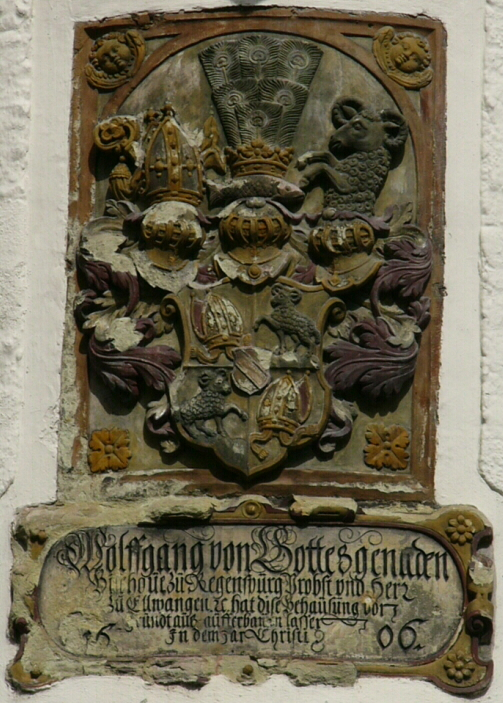
Fürstbischöfliches Wappen

Wolfgang von Hausen entstammte dem schwäbischen Adelsgeschlecht der Herren von Hausen. Er studierte an der Universität Ingolstadt. Während  seiner Amtszeit fanden im Jahre 1588 die ersten Hexenprozesse in Ellwangen statt. Aus seiner Amtszeit stammen aber auch mehrere Baudenkmäler. So erneuerte er 1588 den Südgiebel am Querschiff der Ellwanger Stiftskirche, errichtete 1591 die Statthalterei in Ellwangen, ließ auch das Gutleuthaus in Ellwangen errichten und veranlasste 1593 den Umbau des Schlosses in Wasseralfingen. Mehrere Kalvariengruppen gehen auf seine Stiftung zurück, so diejenige auf dem Kreuzberg bei Abtsgmünd. Sein Propstwappen zeigt in den Feldern 1 und 4 die rote Mitra des Fürstpropstes und in den Feldern 2 und 3 sein Hauswappen, in Silber auf grünem Dreiberg ein schreitender schwarzer Widder.
Von 1600 bis zu seinem Tod war er Bischof von Regensburg. Mit der Wahl Wolfgang von Hausens, der bereit war, sich den Forderungen des Konzils von Trient zu stellen, zeigte das Regensburger Domkapitel Reformbereitschaft. Wolfgang führte die geistlichen Aufgaben eines Fürstbischofs wie die Priesterweihe oder Firmung selbst aus. Er warb daneben für die Gründung der Katholischen Liga unter Herzog Maximilian I. von Bayern.